# Alois Joneš
Alois Joneš (* 8. října 1929 Opočno) je český spisovatel, novinář a ekonom.

## Život
V roce 1953 ukončil studium na Vysoké škole ekonomických věd v Bratislavě a pak jako ekonom pracoval v různých podnicích. V letech 1968-1969 byl ředitelem nakladatelství a vydavatelství Svazu čs. novinářů. V letech 1970 – 1980 byl Alois Joneš vedoucím tiskového oddělení Filmového studia Barrandov. V roce 1980 opět změnil místo, stal se vedoucím hospodářsko-technické správy v radioterapeutickém ústavu v Praze na Bulovce. Odtud odešel v roce 1983 do nakladatelství Avicenum, kde nastoupil do funkce obchodního náměstka. Zde zůstal do roku 1987. Byl také novinářem. Oženil se s Mgr. Zojou, nyní Jonešovou (* 1953) a má s ní děti Josefa (1977) a Kristýnu (1992).

## Literární dílo
Psal hry, povídky, novely i romány z různých žánrů, od pohádek ke SF románům.

### Pohádky
- Jak se Míša ztratil a zase našel

### Detektivky
- Kapitán Tošek ztrácí humor
- Mrtvý vypovídá

### Dobrodružná sci-fi
- Souboj mozků (Práce 1978), SF parapsychologický thriller
- Tajemství E225 (Naše vojsko, edice Magnet 1984) válečná novela s prvky SF
- Penalta smrti (Naše vojsko, edice Magnet 1986), dobrodružný román z 22. století[2]

### Ostatní práce
- Klíče k domovu
- Jak se líhne smích a rodí pláč (1984), vyprávění o práci u filmu
- I tenkrát jsme si hráli